# Powrót do tamtych dni
Powrót do tamtych dni – polski film psychologiczny z 2021 roku w reżyserii i według scenariusza Konrada Aksinowicza. Zdjęcia kręcono we Wrocławiu.

## Fabuła
Akcja filmu (autobiografii reżysera, którego ojciec zmarł po długiej i wyniszczającej chorobie alkoholowej) toczy się w latach 90. XX wieku. Film opowiada dziecięce lata Tomka Malinowskiego (debiutujący na ekranie Teodor Koziar), chłopca mieszkającego ze swoją nadopiekuńczą matką Heleną (Weronika Książkiewicz) i kolekcjonującego klocki Lego. Chłopiec tęskni do swojego ojca Alka (Maciej Stuhr), pracującego w Stanach Zjednoczonych prezentera radiowego, który obiecuje Tomkowi, że zabierze go do Stanów. Kiedy Alek w końcu przyjeżdża do Polski, stopniowo rozczarowuje syna; najpierw perspektywa emigracji do Stanów Zjednoczonych staje się czczym marzeniem. Później Alek – zatwardziały antykomunista, który opuścił Polskę po stanie wojennym i pracował w Stanach jako zwykły sprzątacz – stacza się w alkoholizm. Alek traci pracę i stopniowo swym agresywnym zachowaniem terroryzuje zarówno Helenę, jak i zaniedbywanego Tomka. Ojciec traci resztki autorytetu u syna, który po ostracyzmie ze strony dawnych przyjaciół, poważnych kłopotach w nauce i rozstaniu ze swoją młodzieńczą sympatią Martą (Oliwia Gołębiowska) podejmuje decyzję o rozstaniu z ojcem i wyjeździe wraz z matką do babci.

## Produkcja

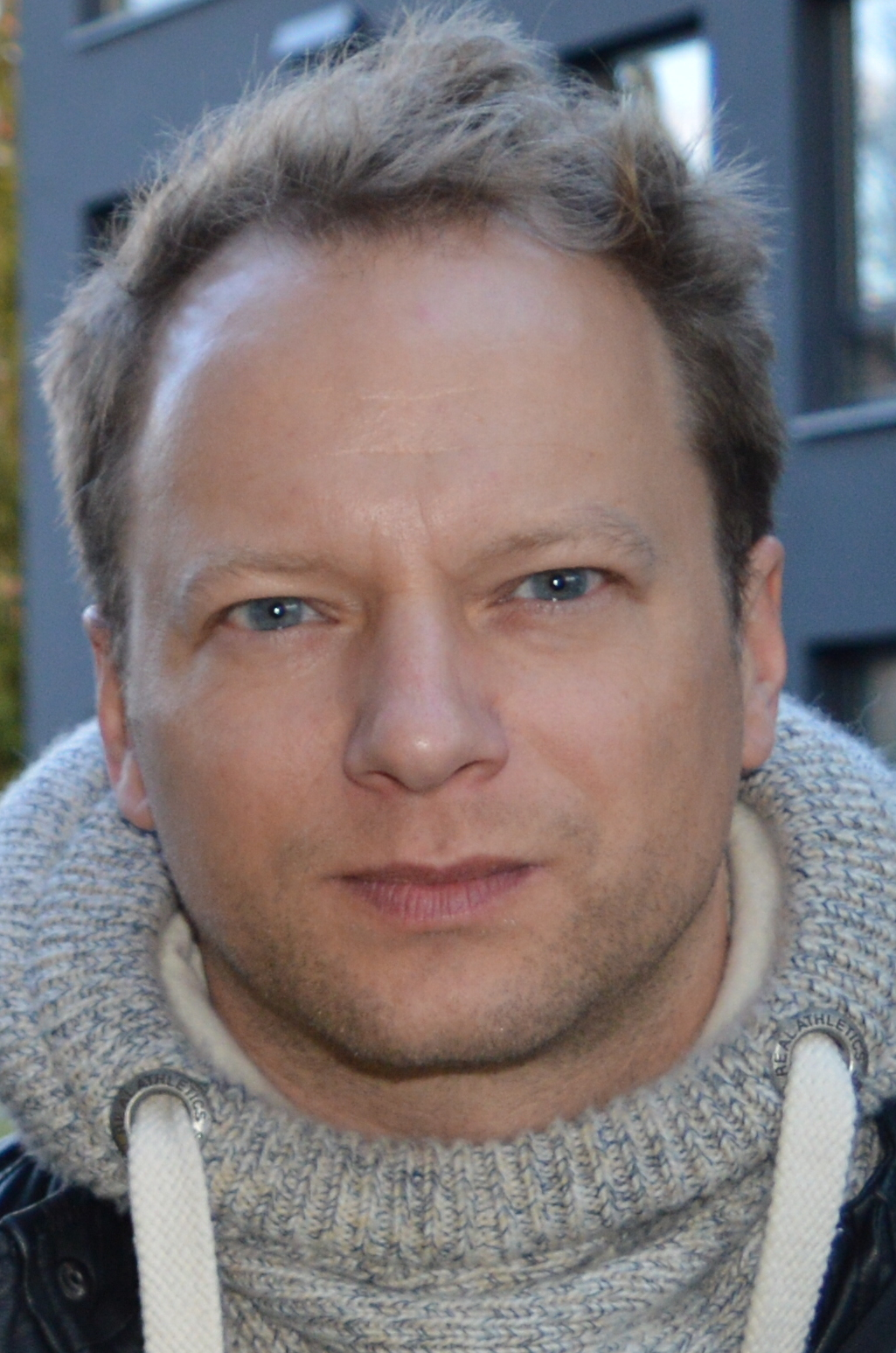
Maciej Stuhr (2016), odtwórca roli Alka

Konrad Aksinowicz, reżyser filmu, był długo wychowywany przez ojca-alkoholika i cierpiał na tzw. syndrom DDA. Aksinowicz jednak podkreślał: „Nie chcę, żeby to była tylko moja historia, a każdej z osób, które się poczuwają. Dedykuję ten film ojcu i na końcu pojawia się moje rodzinne zdjęcie, ale to hybryda prawdziwych zdarzeń i wymyślonych”. Film cechuje zmienność nastroju: od idyllicznego kina obyczajowego – jak podkreślał reżyser – stopniowo przechodzi w horror. „Chciałem pokazać, że człowiek miał też swoje życie, ale potem musiał wracać do domu, a niektóre dramaty działy się poza kadrem. […] Nie ma szyby, pojawia się krew. Nagle to mieszkanie staje się strefą wojny”.
W rolę ojca Tomka wcielił się Maciej Stuhr, który starał się zerwać ze swoim wizerunkiem aktora komediowego (co czynił już w Pokłosiu Władysława Pasikowskiego i Obławie Marcina Krzyształowicza). Aksinowicz pokazywał Stuhrowi autentyczne nagrania wideo, przedstawiające własnego ojca zarówno w stanie trzeźwości, jak i pijaństwa. Jak podkreślał reżyser, na planie części osób zdarzało się płakać z powodu podobnych doświadczeń. „W styczniu [2021], kiedy zszedłem z leków i zobaczyłem film, łzy same zaczęły lecieć” – mówił Aksinowicz.

## Nagrody
| Rok  | Festiwal/instytucja                  | Nagroda                              | Odbiorca                       |
| ---- | ------------------------------------ | ------------------------------------ | ------------------------------ |
| 2021 | Black Nights Film Festival (Tallinn) | Nagroda Jury Młodzieżowego           | Konrad Aksinowicz              |
| 2022 | Onet i Miasto Kraków                 | O!Lśnienie                           | Konrad Aksinowicz Maciej Stuhr |
| 2022 | Polska Akademia Filmowa              | Orzeł za najlepszą muzykę            | Marcin Masecki                 |
| 2022 | Polska Akademia Filmowa              | Orzeł za najlepszą główną rolę męską | Maciej Stuhr                   |
| 2022 | Tarnowska Nagroda Filmowa            | Nagroda Jury Młodzieżowego           | Konrad Aksinowicz              |
| 2022 | Lubuskie Lato Filmowe                | Brązowe Grono                        | Konrad Aksinowicz              |